# Springdale, Maryland
Springdale är en ort i Prince George's County i delstaten Maryland, USA.